# Pelkosenniemi
Pelkosenniemi [ˈpɛlkɔsɛnːiɛmi] in Ostlappland ist eine Gemeinde in der finnischen Landschaft Lappland, also in dem Teil von Lappland, der in Finnland liegt. Sie liegt rund 140 km nordöstlich von deren Hauptstadt Rovaniemi und ist die kleinste Gemeinde dieser Landschaft, als einzige mit unter 1000 Einwohnern.
Pelkosenniemi hatte noch 1601 Einwohner im Jahr 1980, seitdem ist diese Zahl stetig gesunken. Von den 958 Einwohnern Ende 2017 wohnten 358 im Hauptort Pelkosenniemi und 563 in dünn besiedelten Gebieten, die Koordinaten der übrigen 37 waren unbekannt.
Die Gemeinde liegt an der Staatsstraße . Von Süd nach Nord befinden sich dort (Fettdruck: Ort in der Gemeinde):
- Kiemunkivaara, direkt hinter der Gemeindegrenze von Kemijärvi. Die Straße führt flussaufwärts parallel zum Fluss Kemijoki.
- Saunavaara, eines der ältesten Dörfer der Gemeinde[3].
- die Abzweigung einer Straße nach Westen zum 13 km entfernten Dorf Pyhäjärvi am gleichnamigen See. Auf halber Strecke liegt Korvakumpu. Südlich davon wurde 1951 das Dorf Saukkoaapa gegründet, aber bereits in den 1970er Jahren wieder aufgegeben[3].
- In Pelkosenniemi, dem Hauptort der Gemeinde, steht die einzige Brücke über den Kemijoki. Darüber führt eine Straße über Arvospuoli, das am Fluss gegenüber von Saunavaaran liegt, zur Nachbargemeinde Salla. Die Zentren der Nachbargemeinden liegen 80 Kilometer voneinander entfernt.
- Lapinniementie ist eine unscheinbare Straße, die nach 400 Metern an der Einmündung des Kitinen in den Kemijoki endet. Von mindestens 1910 bis 1964 gab es hier eine handbetriebene Holzfähre über den Kitinen, die 1965 durch eine Brücke ersetzt wurde.[4] Darüber führte die Verbindung nach Osten entlang des Kemijoki. Heute steht die Brücke einen Kilometer weiter nördlich.
- die  führt ab hier flussaufwärts parallel zum Fluss Kitinen.
- die Abzweigung der  nach Osten zur Nachbargemeinde Savukoski
- Kairala liegt auf beiden Seiten des Kitinen, verbunden durch eine Brücke. Eine Straße nach Osten führt zum 8 km entfernten Luiro am gleichnamigen Fluss Luiro
- In Kokkosniva führt eine Brücke der  über den Kitinen, danach trennen sich Fluss und Straße. Eine flussaufwärts führende Nebenstraße führt vorbei am Wasserkraftwerk Kokkosniva am Fluss Kitinen zurück in südlicher Richtung und erreicht nach 10 Kilometern das Dorf Suvanto, eines der wenigen Dörfer in Lappland, die 1944 beim Rückzug der deutschen Wehrmacht nicht zerstört wurden. Die Brücke von dort weiter nach Süden wurde 1991 erbaut, zuvor gab es eine hölzerne Seilfähre, das älteste bekannte Foto ist von 1914[4].
- Aapajärvi, benannt nach dem gleichnamigen Moorsee, besteht nur aus wenigen verstreuten Häusern und wurde größtenteils erst nach dem Zweiten Weltkrieg besiedelt[3]. Eine zwölf Kilometer lange Straße in Richtung Nordosten führt nach Härkäjoki.
- die Gemeindegrenze zu Sodankylä.

Im südwestlichen Bereich der Gemeinde, erschlossen durch die , befinden sich der 540 m hohe Fjell Pyhätunturi, an dessen Westhang nach Amethysten gegraben wird, und das „Skisportzentrum Pyhä“ am Fuße des Berges. Beide liegen im Nationalpark Pyhä-Luosto.
Im Osten der Gemeinde war der Stausee Vuotos bereits in den 1960er Jahren geplant, wurde nach Protesten 1982 verworfen und durch das Gesetz zum Schutz der Stromschnellen 1983 vermeintlich dauerhaft verhindert. Nach der Parlamentswahl 1991 kam in Finnland eine bürgerlich-konservative Regierung an die Macht, die Planungen wurden wieder aufgenommen. Erbitterter Widerstand der Bevölkerung, wechselnde Positionen der Regierungen und stetige Repressalien der zu vier Fünfteln staatlichen Kraftwerksgesellschaft hätten das Projekt zum „nationalen Trauma“ gemacht, schrieb 2000 die überregionale Zeitung Hufvudstadsbladet aus Helsinki. Die letzte Planung zur Umsetzung 2008 von Wirtschaftsminister Mauri Pekkarinen von der Zentrumspartei wurde wegen des Widerstands der Grünen, damals Regierungspartner, eingestellt.  Das Gebiet, das überflutet werden sollte, war in den 1950er Jahren noch von 150 Menschen bewohnt und wurde bis zur Jahrtausendwende nahezu geräumt.
Während des Winterkriegs war Pelkosenniemi im Dezember 1939 bei der Schlacht von Salla Schauplatz erbitterter Gefechte zwischen der finnischen und der sowjetischen Armee; an die Gefallenen beider Seiten erinnern Denkmäler.